# Ķemeru purva laipa
Ķemeru purva laipa nebo Laipa Lielajā Ķemeru tīrelī, česky lze přeložit např. jako Lávka přes bažinu Ķemeri nebo Lávka na Velkém rašeliništi Ķemeri, je okružní naučná stezka na Velkém rašeliništi Ķemeri v Národním parku Ķemeri v Ķemeri (čtvrti města Jūrmala) a také v Kraji Tukums v Lotyšsku.

## Další informce
Stezka vedená převážně po dřevěných chodnících, je blízko lázeňského města Ķemeri, je celoročně volně přístupná a patří mezi nejoblíbenější přírodní atrakce v Národním parku Ķemeri. Tematem stezky je cenná příroda Velkého rašeliniště Ķemeri. Skládá se z malého okruhu délky 1,4 km a velkého okruhu délky 3,4 km, které všechny začínají a končí v Ķemeri a které jsou z velké části postavené na dřevěných chodnících nad vodní hladinou. Na velkém okruhu je postavena rozhledna Velké rašeliniště Ķemeri. První stezka byla postavena již v roce 2000 a byla částečně založena na lávce ze sovětské éry vedoucí k již zaniklé meteorologické stanici. Ķemeru purva laipa byla rekonstruována v rámci projektu financovaného Evropskou unií v roce 2013.

## Galerie

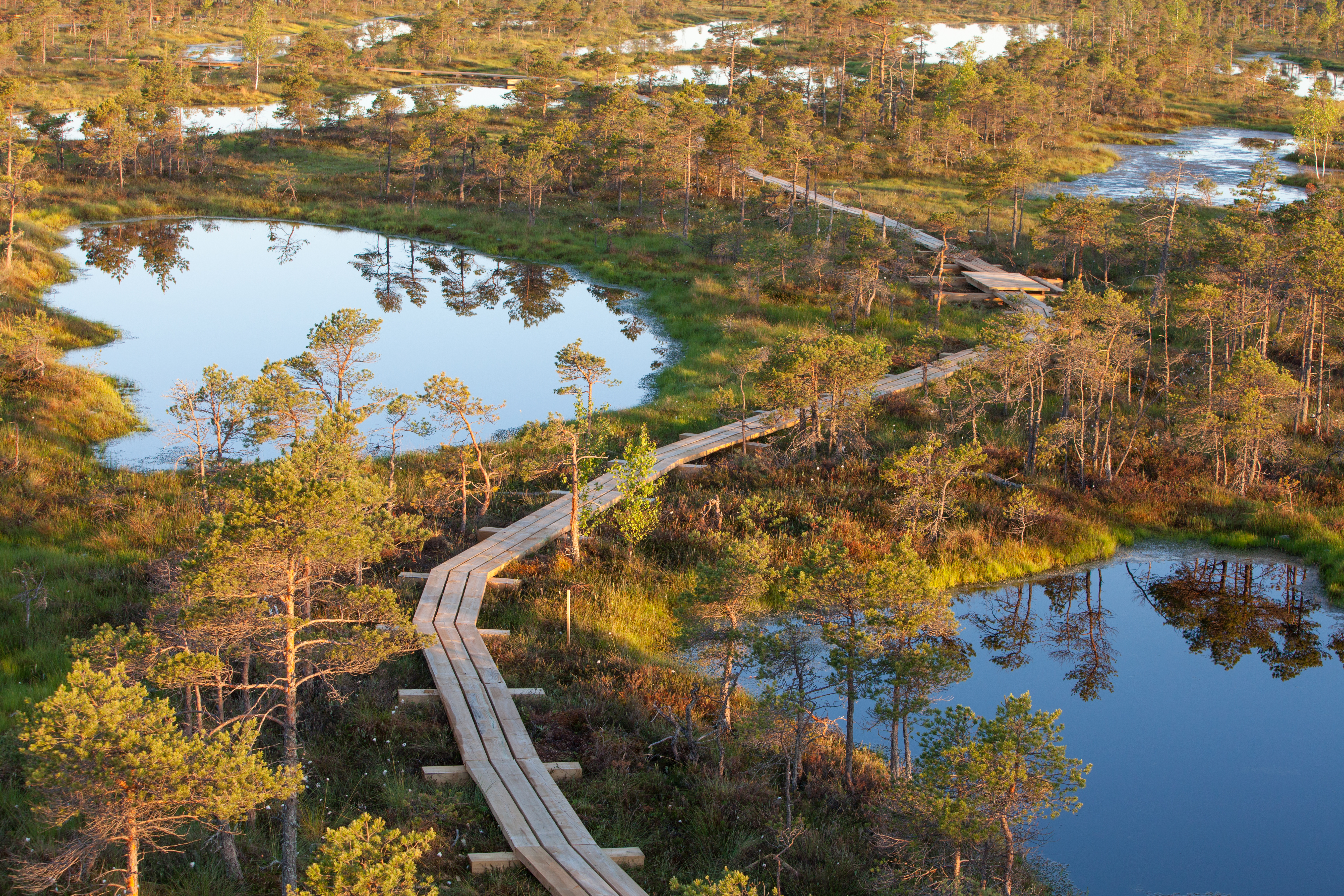
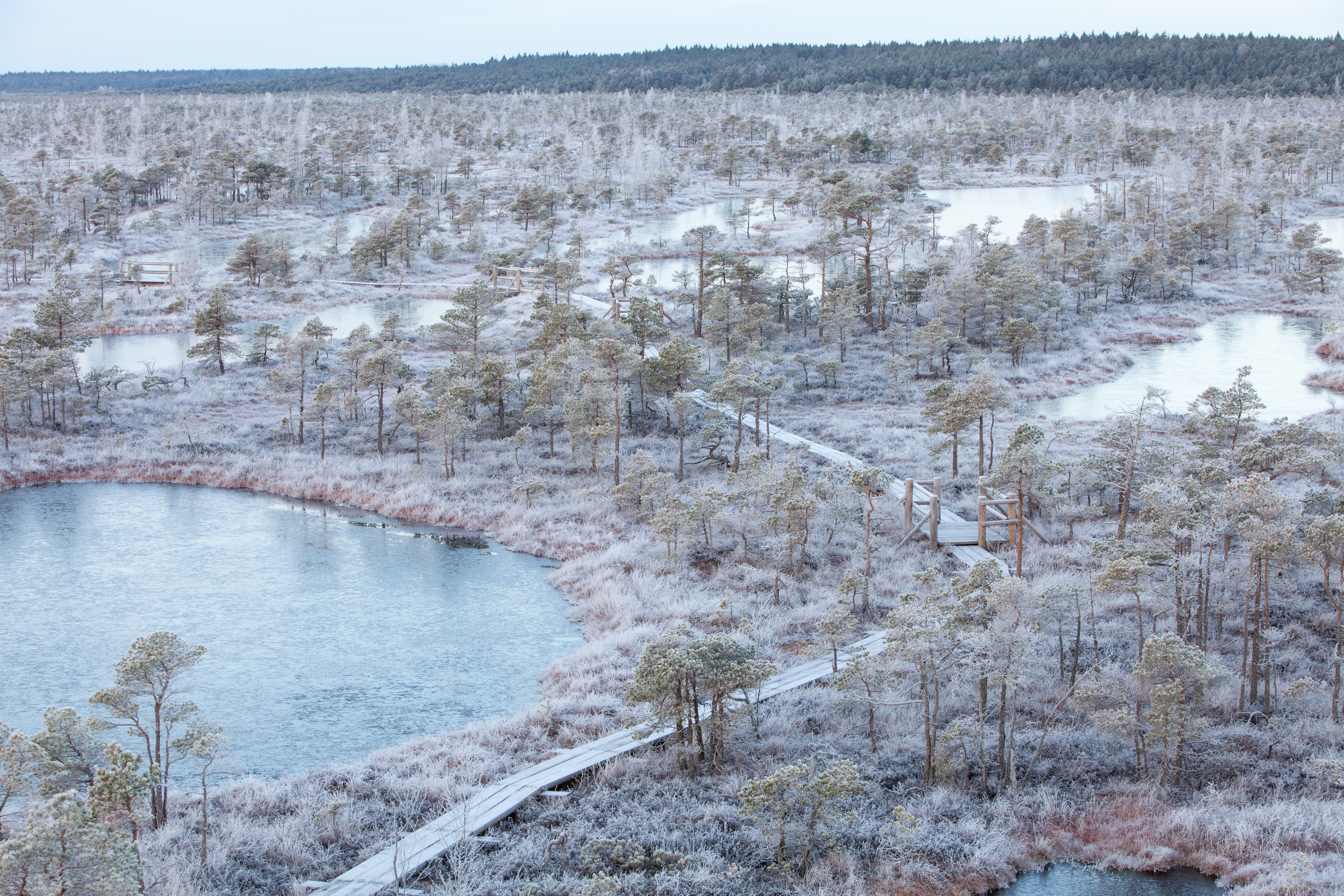
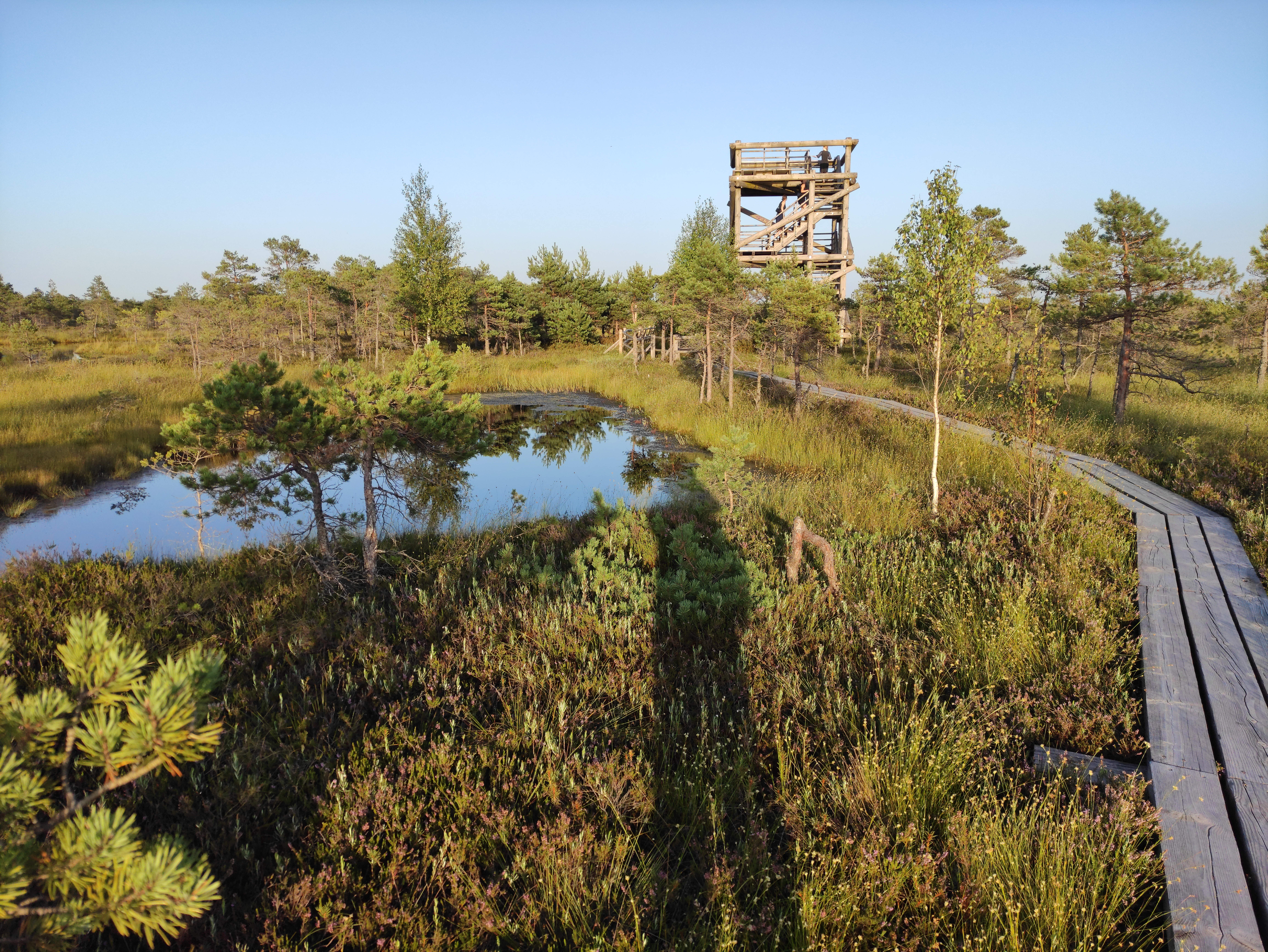
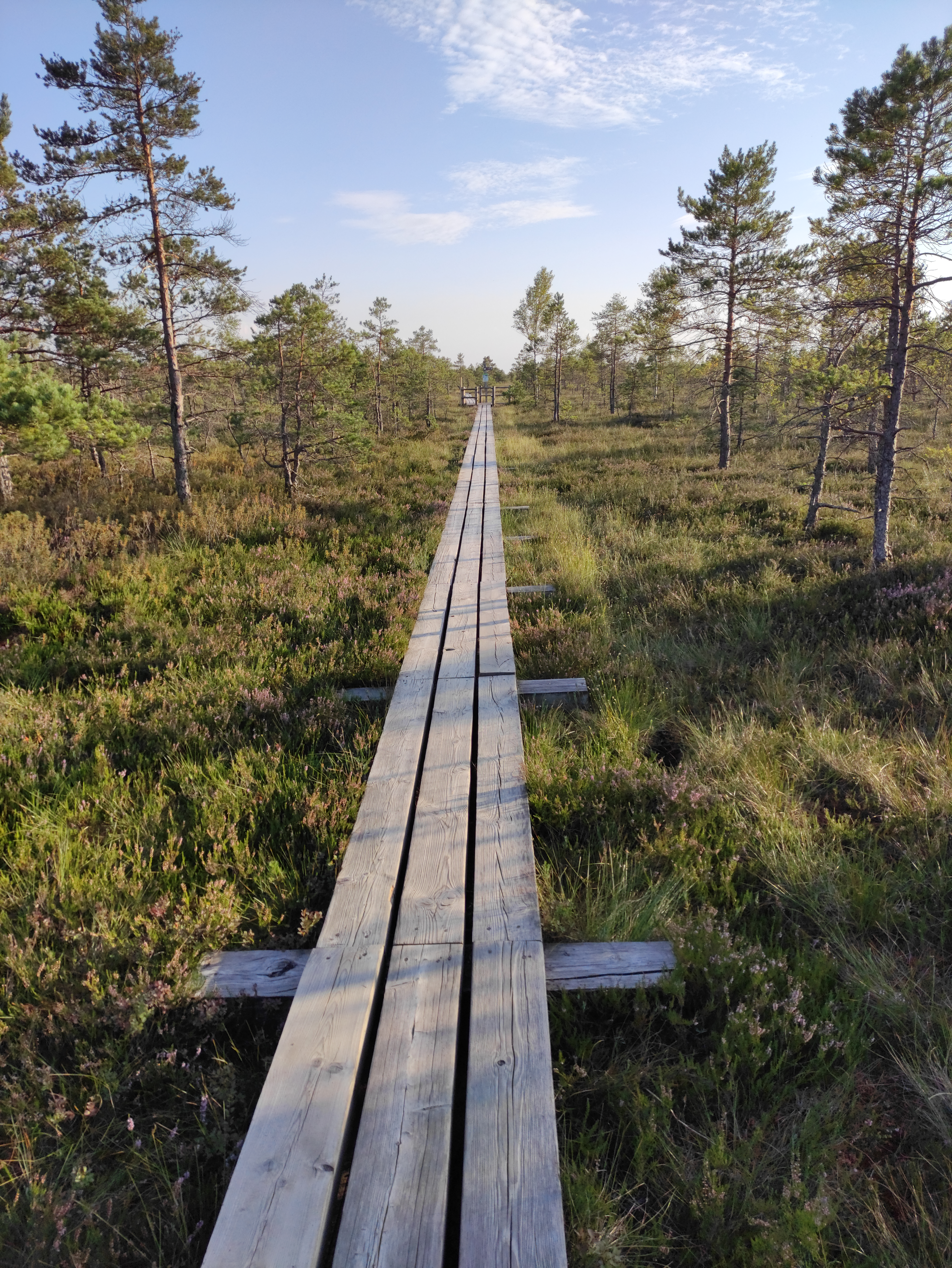
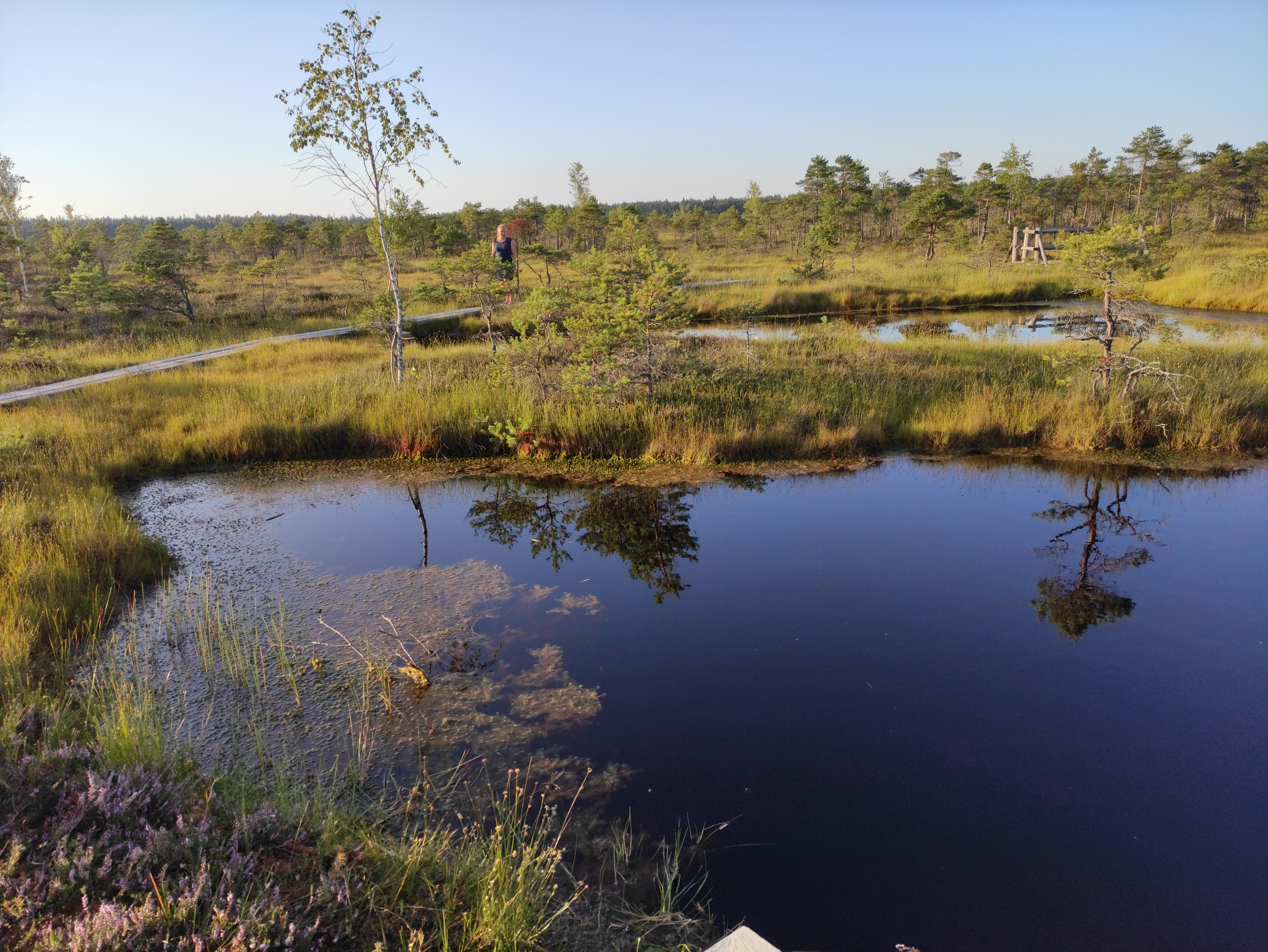